# Йо Бонніер
Йоакім Бонніер (швед. Joakim Bonnier), зазвичай просто «Йо Бонніер» (швед. Jo Bonnier), (нар. 31 січня 1930, Стокгольм, Швеція — пом. 11 червня 1972, Ле-Ман, Франція) — шведський автогонщик, пілот Формули-1 (1956-1971).